# Tania Baños Martos
Tania Baños Martos (la Vall d'Uixó, 1990) és una política valenciana, alcaldessa del seu poble natal pel Partit Socialista del País Valencià (PSPV) des de 2015.
Llicenciada en Economia per la Universitat de València, és màster en Tributació pel Col·legi d'Economistes de València. Després d'ocupar diversos càrrecs dins del PSPV i a escala estatal en el PSOE, l'any 2015 va encapçalar la llista dels socialistes a les eleccions municipals per la Vall.
Va ser escollida alcaldessa de la Vall el 13 de juny de 2015 amb el suport d'Esquerra Unida del País Valencià (EUPV) i de Compromís, ja que el PSPV va obtindre 6 regidors, enfront dels 8 del Partit Popular (PP), els 3 d'EUPV, 2 de Compromís, 1 de Som la Vall (SLV) i 1 de Ciutadans (Cs), per la qual cosa van fer un govern de coalició. Això la convertí en la segona batllessa vallera de la història. Va revalidar l'alcaldia de la Vall a les eleccions de 2019 i de 2023, tot i que sense majoria absoluta.
L'any 2019 també va ser nomenada diputada provincial a la Diputació de Castelló i va estar responsable de l'àrea d'esports del govern provincial de Josep Martí. A partir de 2023, amb la pèrdua per part dels socialistes de la Diputació, Baños va seguir a l'oposició.
Al XV Congrés Nacional del PSPV celebrat el febrer de 2025 va ser nomenada vicesecretària primera i responsable de l'agenda urbana del partit, amb Diana Morant al cap de l'executiva.